# Calathea casupito
Calathea casupito là một loài thực vật có hoa trong họ Marantaceae. Loài này được (Jacq.) G.Mey. mô tả khoa học đầu tiên năm 1818.